# Bukovskýit
Bukovskýit (IMA-Symbol Buk) ist ein sehr selten vorkommendes Mineral aus der Mineralklasse der „Phosphate, Arsenate und Vanadate“. Es kristallisiert im triklinen Kristallsystem mit der Zusammensetzung (FeIII)2[AsO4|SO4|OH]·7H2O, es ist somit chemisch gesehen ein wasserhaltiges Eisen-Arsenat mit Hydroxid und Sulfatkomplex als zusätzlichen Anionen.
Bukovskýit ist durchscheinend und entwickelt nur kleine, nadelförmige Kristalle bis etwa 0,5 Millimeter Länge, die meist in radialstrahligen oder traubigen bis knolligen Mineral-Aggregaten angeordnet sind. Seine Farbe variiert zwischen Gelblichgrün und Gräulichgrün, seine Strichfarbe ist allerdings hellgelblich.

## Etymologie und Geschichte
Erstmals entdeckt wurde Bukovskýit bei Kaňk (Kutná Hora) in Tschechien und beschrieben 1967 durch František Novák, Pavel Povondra und Jiří Vtelenský, die das Mineral nach Antonín Bukovský (1865–1950) benannten. Dieser hatte das Mineral bereits 1914 analysiert und das Material als „giftige Erde von Kutná Hora“ bezeichnet.
F. Slavík untersuchte das Typmaterial von Bukovský ebenfalls, hielt es jedoch für eine inhomogene Mischung oder ein Mineral der Pitticit-Gruppe und veröffentlichte 1925 einige weitere Daten über diese Substanz. Er gab eine Probe des Materials an F. Ulrich weiter. Dieser stützte sich in seinem Kurzbericht auf die chemische Analyse von Bukovský und eigene optische Untersuchung und stellte fest, dass das Mineral große Ähnlichkeit mit dem bereits bekannten Destinezit hatte. Nur die [PO4]3−-Gruppen waren durch homologe [AsO4]3− ersetzt. Aus diesem Grund gab Ulrich dem neuen Mineral den vorläufigen Namen Arsendestinezit, veröffentlichte jedoch keinen detaillierten Untersuchungsbericht. F. Slavík erwähnte allerdings 1932 in einem Bericht in den „Mineralogical Abstracts“ Ulrichs Artikel, der 1951 auch von A. N. Winchell und H. Winchell zitiert wurde.
Das als Destinezit bezeichnete Mineral stellte sich bei späteren Untersuchungen als kristalline Varietät des Minerals Diadochit heraus und der Name sowie die abgeleitete Bezeichnung Arsendestinezit für den Bukovskýit wurden daher zunächst diskreditiert. Seit 2002 gilt das mit der Formel (FeIII)2[PO4|SO4|OH]·6H2O neu definierte Destinezit allerdings wieder als eigenständiges Mineral.
In älteren Publikationen ist der Mineralname teilweise in der Schreibweise Bukovskyit oder auch Bukowskyit (ohne Akut über dem y) bzw. mit w statt mit v zu finden, was allerdings nicht den Vorgaben zur Mineralbenennung der IMA entspricht, nach der beispielsweise bei Mineralen, die nach einer Person benannt wurden, darauf geachtet werden muss, dass die Schreibweise des Namens übernommen wird (Ausnahmen sind lediglich Leerzeichen und Großbuchstaben, die beim Mineralnamen beseitigt werden). Die bei vielen Mineralen uneinheitliche Schreibweise ihrer Namen wurde mit der 2008 erfolgten Publikation „Tidying up Mineral Names: an IMA-CNMNC Scheme for Suffixes, Hyphens and Diacritical marks“ bereinigt und der Bukovskýit wird seitdem international in der Schreibweise mit dem zugehörigen Akut geführt.
Typmaterial des Minerals Bukovskýit wurde in der Karls-Universität Prag (Register-Nr. 14240) und dem Prager Nationalmuseum (Register-Nr. 53411) hinterlegt.

## Klassifikation
In der veralteten 8. Auflage der Mineralsystematik nach Strunz war der Bukovskýit noch nicht aufgeführt.
In der zuletzt 2018 überarbeiteten Lapis-Systematik nach Stefan Weiß, die formal auf der alten Systematik von Karl Hugo Strunz in der 8. Auflage basiert, erhielt das Mineral die System- und Mineralnummer VII/D.05-040. Dies entspricht der Klasse der „Phosphate, Arsenate und Vanadate“ und dort der Abteilung „Wasserhaltige Phosphate, mit fremden Anionen“, wo Bukovskýit zusammen mit Destinezit, Diadochit, Hilarionit, Pitticit und Sarmientit eine unbenannte Gruppe mit der Systemnummer VII/D.05 bildet.
Die von der International Mineralogical Association (IMA) zuletzt 2009 aktualisierte 9. Auflage der Strunz’schen Mineralsystematik ordnet den Bukovskýit ebenfalls in die Abteilung „Phosphate usw. mit zusätzlichen Anionen; mit H2O“ ein. Diese ist allerdings weiter unterteilt nach der relativen Größe der beteiligten Kationen und dem Stoffmengenverhältnis der zusätzlichen Anionen zum Phosphat-, Arsenat- beziehungsweise Vanadatkomplex, so dass das Mineral entsprechend seiner Zusammensetzung in der Unterabteilung „Mit ausschließlich mittelgroßen Kationen; (OH usw.) : RO4 < 1 : 1“ zu finden, wo es als einziges Mitglied eine unbenannte Gruppe mit der Systemnummer 8.DB.40 bildet.
In der vorwiegend im englischen Sprachraum gebräuchlichen Systematik der Minerale nach Dana hat Bukovskýit die System- und Mineralnummer 43.05.01.02. Dies entspricht ebenfalls der Klasse der „Phosphate, Arsenate und Vanadate“ und dort der Abteilung „Phosphate“. Hier findet er sich innerhalb der Unterabteilung „Zusammengesetzte Phosphate etc., (Wasserhaltige zusammengesetzte Anionen mit Hydroxyl oder Halogen)“ in der  „Sarmientitgruppe“, in der auch Sarmientit und Sanjuanit eingeordnet sind.

## Kristallstruktur
Bukovskýit kristallisiert triklin in der Raumgruppe P1 (Raumgruppen-Nr. 1) oder P1 (Nr. 2) mit den Gitterparametern a = 10,72 Å; b = 14,08 Å; c = 10,28 Å; α = 93,5°; β = 116,0° und γ = 90,3° sowie vier Formeleinheiten pro Elementarzelle.

## Eigenschaften
Bukovskýit ist leicht löslich in Salzsäure (HCl).

## Bildung und Fundorte
Bukovskýit fand sich in alten Abraumhalden mittelalterlicher Bergwerke und bildete sich sekundär als Verwitterungsprodukt aus Arsenopyrit. Neben Arsenopyrit treten unter anderem noch Pyrit und Quarz als Begleitminerale auf.
Als seltene Mineralbildung konnte Bukovskýit bisher nur an wenigen Orten nachgewiesen werden, wobei weltweit bisher rund 20 Fundorte dokumentiert sind (Stand 2022). Neben seiner Typlokalität Kaňk, wo das Mineral in bis zu 60 Zentimeter großen Knollen vorkommt, trat das Mineral in Tschechien bisher noch im nahen Stollen Šafary und bei dem zu Kutná Hora gehörenden Dorf Poličany auf.
Der einzige bisher bekannte Fundort in Deutschland ist die Grube „Christbescherung“ bei Großvoigtsberg im sächsischen Erzgebirge.
In Österreich konnte Bukovskýit im Pöllatal (Lieserkar) in Kärnten sowie an mehreren Fundpunkten im Revier Siglitz-Bockhart-Erzwies im Gasteinertal, am Hohen Sonnblick und in der Arsengrube am Rotgüldensee in Salzburg gefunden werden.
Ein weiterer Fundort bei Lavrio in der griechischen Region Attika konnte bisher nicht bestätigt werden.